# Agrias subextrema
Agrias subextrema är en fjärilsart som beskrevs av Peter William Michael 1929. Agrias subextrema ingår i släktet Agrias och familjen praktfjärilar. Inga underarter finns listade i Catalogue of Life.